# 防犯少年団「安佐南まもるんジャー」隊
防犯少年団「安佐南まもるんジャー」隊（ぼうはんしょうねんだん「あさみなみまもるんジャー」たい）とは、広島県広島市安佐南区の小学校から高校生で構成される防犯団体である。

## 活動内容
- 自転車防犯診断
- チラシ配り
- ティッシュ配り
- ポスター張り
- 店内パトロール
- 地域祭等パトロール
- 地域老人ホーム訪問
- 地域清掃

他

## 発足事由
2002年より「減らそう犯罪安佐南」のスローガンの下、犯罪撲滅モデル地区として、区民・警察・行政が一体となって、犯罪抑制に向かって取り組む中、少年少女の犯罪増加、犯罪の低年齢化に歯止めをかける対策の一環として、志有る、少年少女が自ら犯罪に対する自覚を持つと共に、同年代の子供達に同じ視線で犯罪に対する防犯意識を持ってもらうように呼びかけ、一人でも多くの子供が犯罪を”おこさない”、”おこさせない”地域にしたいとの思いで、2004年12月18日に防犯少年団「安佐南まもるんジャー」隊を結成した。